# Silver Lake (Los Ángeles)
Silver Lake es un barrio residencial y comercial situado en la región central y noroeste de Los Ángeles, al este de Hollywood, en California. En un principio, la comunidad se llamaba Ivanhoe, en honor a la novela de Sir Walter Scott. En 1907, el Departamento de Agua de Los Ángeles construyó el embalse de Silver Lake, llamado así por el comisionado de Agua de Los Ángeles, Herman Silver, y fue entonces cuando el vecindario fue rebautizado. El área ahora es conocida negocios de propiedad independiente, diversos restaurantes, escaleras pintadas y un ambiente creativo.
Además de ser uno de los barrios más caros de toda la ciudad, es conocido por sus casas de cierta relevancia arquitectónica, por sus restaurantes y clubes de moda, por su ambiente creativo y por albergar la mayor comunidad gay de los Estados Unidos. Mucha gente famosa ha establecido allí su residencia. En 2019, Maebe A. Girl, que se define como una persona no binaria, se convirtió en la primera drag queen elegida para un cargo público en los Estados Unidos, debido a que fue elegida para el Consejo Vecinal de Silver Lake.
El barrio tiene tres escuelas públicas y cuatro privadas.

## Geografía

### Descripción
Silver Lake está limitado al noroeste por Atwater Village (Los Ángeles) y Elysian Valley, al sureste por Echo Park (Los Ángeles), al suroeste por Westlake, al oeste por East Hollywood y al noroeste por Los Feliz.

### El barrio
Durante los años 30, Walt Disney construyó su primer gran estudio en Silver Lake en la esquina de Griffith Park Boulevard con Hyperion Avenue, donde ahora se encuentra Gelson's Market. En consecuencia, el nombre "Hyperion" obtuvo un gran significado para The Walt Disney Company, por lo que muchas entidades de la compañía llevan este nombre, como por ejemplo: Hymperion Books y Hymperion Theatre.
Varios bloques más allá de Glendale Boulevard estaba el estudio de Tom Mix.

## Residentes notables
- Pauly Shore, actor y comediante

- Skylar Astin, actor y cantante[5]
- Anna Belknap, actriz[6]
- Malcolm Boyd, sacerdote, escritor y activista por los derechos humanos.[7]
- Eddie Cahill, actor[8]
- Joey Castillo, músico[9]
- Sal Castro, activista[10]
- Lisa Edelstein, actriz[11]
- Judy Garland, actriz[12]
- Joseph Gordon-Levitt, actor[13]
- Ryan Gosling, actor[3]
- Hannah Hart, celebridad de internet[14]
- Grace Helbig, actriz y comediante[15]
- Laura Marling, cantautora[16]
- Tom Mix, actor[17]
- Rachel McAdams, actriz[3]
- Johnette Napolitano, cantante[18]
- Richard Neutra, arquitecto[19]
- Anaïs Nin, autor[20]
- Cassandra Peterson, actriz[21]
- Maria Rasputina, hija de Grigori Rasputín.[22]
- Christina Ricci, actriz[3]